# 着床前診断

1♂ 男性から精子を採取。
1♀ 女性から体外受精で卵を採取。
2 精子と卵子を受精。
3ａ 胚を発育させ、個体識別番号を割り当てる。
3ｂ それぞれの胚に対して遺伝子検査を実施。
4 望ましい特性を持たない胚は識別され廃棄。
5 残りの胚は、移植可能まで成長。
6ａ 目的形質を持つ胚を移植。
6ｂ 胚は健康な妊娠に至る。
6ｃ 持たない母が無事に持つ双子を生む。

着床前診断（着床前検査、ちゃくしょうぜんしんだん、ちゃくしょうまえしんだん、ちゃくしょうぜんけんさ、ちゃくしょうまえけんさ、Preimplantation genetic testing、Preimplantation genetic diagnosis、PGT、PGD）とは、受精卵が8細胞-胚盤胞前後にまで発生が進んだ段階でその遺伝子や染色体を解析して診断することである。近年、米国生殖医療学会が"diagnosis（診断）"から "testing（検査）"に名称を変更し、日本語でも着床前検査と呼ばれることが多くなった。

## 概要
世界で最初の着床前診断は1990年に英国で『ネイチャー』誌に公表された。これは性別判定によって伴性遺伝疾患を回避する目的で実施された。近年では、遺伝疾患回避の目的で実施される着床前診断は、性別ではなく遺伝子の変異そのものを調べることが多い。
他方、着床前検査によって、体外受精の着床率を上げたり、染色体異常を原因とする流産の回避が可能であることも判明し、世界的には着床前胚染色体異数性検査は一般的な不妊、不育の治療の一環として実施されている。
遺伝疾患回避の方法としては、従前は羊水検査や絨毛検査などの出生前診断が実施されていたが、近年では血液検査だけで妊娠初期にダウン症等の染色体異常の有無を調査が出来る新型出生前診断(NIPT)が実施されている。新型出生前診断で胎児の染色体異常が判明した妊婦の大部分が（統計によって97%前後)が人工妊娠中絶を選択する。1978年ルイーズ・ブラウンの誕生をきっかけとして体外受精の技術が発展したこと、ポリメラーゼ連鎖反応、次世代シーケンサー等の分子生物学の技術の進歩等により、受精卵が子宮に着床する前、すなわち妊娠が成立する前に受精卵の遺伝子や染色体の検査を実施することが技術的に可能となった。近年では、全部の染色体の細かい区画を網羅的に検査するアレイCGH法（比較ゲノムハイブリダイゼーション）、さらには次世代シーケンサーが着床前検査に応用され、診断の精度の向上に寄与している。
2022年1月に立憲民主党生殖補助医療PT事務局長の田島議員は日本で不妊治療への保険適用されることになったことを大きな一歩と評価した上で、着床前検査は2回流するまで保険適用外とされたことに対して、「流産して心も身体もぼろぼろになるのは女性達です。実施は流産2回後という要件も酷い。今週から党の生殖補助医療PTが始動します。事務局長として頑張って参ります。」と批判した。

## 世界の実施推進・宗教的反対
着床前診断が社会的に受け入れられているかどうかはその国の宗教的背景に大きく影響を受けている。カトリックはそもそも中絶自体を異端としているためにカトリック教徒の多い国では中絶の合法化自体も遅れたものの、2000年代に各種生殖診断が合法化された。ヨーロッパではカトリック教国のアイルランドを除くほぼ全域でNIPT（新型出生前検査）が認可されており、出生前検査は多くの妊婦さんが受検している。世論調査では出生前診断実施賛成が79%と圧倒的に多数派・中絶に対する宗教的異端思想が国民に無いにもかかわらず実施を控えることを推奨している日本以外は国民皆保険制度が無いアメリカを除き、非カトリック先進国では性別理由の中絶以外は保険適用で中心に広く実施されている
カトリック
ローマ・カトリック教会はかつてエイズ予防目的のコンドーム使用にも反対するなど、生殖についてきわめて保守的な姿勢で知られるが、着床前検査を含む生殖医療にもきわめて制限的である。ローマ・カトリック教会は受精の瞬間から受精卵に人としての尊厳が生じると考えるためである。従って、ローマ・カトリック教会は中絶にも着床前検査にも反対している。ローマ法王庁のお膝元であるイタリアでは2004年に生殖医療を厳しく制限する法律を作られた。この法律の成立にはローマ法王庁の意向が強く反映されている。この法律に対しては生殖の自己決定権を推進する立場から反対運動が広がり、違憲訴訟に発展した。憲法裁判所は2015年、この法律を違憲とする判断を下した。2015年の違憲判断からイタリアでも着床前検査が可能となった。
ローマ・カトリックの信者が人口の半数を占めるドイツでも着床前検査は法でほぼ禁止されていたが、2010年着床前検査は違法ではないとの判決が最高裁判所で出たため、着床前検査が可能となった。
フランスは1967年に避妊の合法化、1975年に人工妊娠中絶の合法化、2000年に処方箋の無い緊急避妊薬提供の合法化、これらがカトリック国としては初めて合法化された国である。1997年9月の保険適用による母体血清マーカーによる染色体疾患のスクリーニング検査開始（初年度52%の妊婦さんが実施）、2009年6月クアトロテスト（母体血清マーカーと超音波検査の併用）検査開始、2017年4月パリの一部の施設でNIPT無償化（クアトロテストで染色体疾患のリスクありと判断された場合）、2019年1月NIPT（新型出生前検査）が全国的に医療保険適応開始（クアトロテストで染色体疾患のリスクありと判断された場合）と、遺伝子疾患や染色体異常を回避する目的の着床前検査が認められている。2021年時点で母体血清マーカーは無料（医療保険適応） 超音波検査はおよそ3000円（医療保険3割負担） クアトロテストは無料（医療保険適応） NIPTは無料（医療保険適応）、羊水検査は無料（医療保険適応時）となっている。NIPTは当初は自由診療で全額負担であった。しかし、2011年からNIPT（新型出生前検査）が自由診療として受けられるようになると、自費で390ユーロ（約5万円）で受検をする妊婦が増加し続けた。そのため、フランス国内の女性保護団体から「貧困の差で検査が受けることが出来ないのは女性差別」の反発が増し、2019年から全国的にNIPT（新型出生前検査）も医療保険適応となっている。
英国国教会
イギリスでは遺伝子疾患や染色体異常を回避する目的の着床前検査が認められている。他の欧米諸国にさきがけて 1967年に妊娠中絶法が制定された。現行の規定において、妊娠24 週未満の段階で、妊娠継続のリスクが中絶したときより高い場合という比較的緩い条件で人工妊娠中絶が認められる。それ以後はより厳しい条件のもとで認められるが、生まれてくる子に重篤な障害につながる心身の異常が生じるという妊婦へ重大なリスクがある場合という条件が設けられている。なお、いずれの場合も 2 名の医師による承認が必要である。政策的には、2004年以降保険適用で全ての希望する妊婦にダウン症等の出生前診断が行われている。ただし、医学的理由によらない、子供の性による中絶は禁止されている。イギリスでは病気の兄姉に臍帯血移植を提供する目的の「救世主兄弟」を着床前検査で産むことも事実上、認められている。
プロテスタント
プロテスタントが多数派の米国では、男女産み分けも含めて着床前検査を含む生殖医療にはほとんど何の制限もない、自由に行われている。他方で人工妊娠中絶合法化に関する可否は国論を2分する論議になっている。
儒教・ヒンドゥー教
キリスト教国以外では、儒教、ヒンドゥー教などの影響で男尊女卑のある国では、もともと出生前診断による女児の中絶が行われていて出生児の男女比が変わってしまっているため、女性の権利を守るために着床前検査による産み分けを禁じている国があるが、不妊治療の成功率を上げて流産率を下げる目的の着床前胚染色体異数性検査は各国で実施されている。
ユダヤ教
ユダヤ人の国家であるイスラエルでは、厳格なユダヤ教徒の宗教的理由による産み分けを含めて着床前検査を認めている。

## 日本の現状
日本産科婦人科学会は見解という名称の内規で会員による着床前診断を規制している。学会の顧問弁護士は「本会の見解は会員を拘束するものであり国民を拘束するものではないが、会員は見解遵守義務のもとに患者さんとの間で同意書を作っている。これにより患者さんと当該施設との司法上の契約義務を守ることで、結果として影響を受けることになる。しかし学会が国民を拘束している訳ではないといえる」と述べているが日本の産婦人科医の大半が加盟する団体が規制することによって、実質的に国民を拘束しているといえる。日本産科婦人科学会では、対象や目的が異なる三種類の着床前検査について、見解を述べ、臨床研究を認めている。日本産婦人科学会は2022年に見解の改定し、2022年4月からの適用を予定している。

### PGT-M
PGT-M(Preimplantation Genetic Test for Monogenic/Singe gene defect、重篤な遺伝性疾患を対象とした着床前遺伝学的検査)は、重い遺伝性疾患の患者または保因者を対象とし、受精胚が遺伝性疾患の原因となる遺伝子のバリアント(Variant)を引き継いでいるかどうかを調べる検査である。PGT-Mについては、1998年10月に「着床前診断に関する見解」を発表しており、「成人に達する以前に日常生活を著しく損なう状態が出現したり、生存が危ぶまれる状況になる疾患を、現時点における重篤な疾患の基準とすること」としていた。PGT-Mの実施には症例毎の倫理審査となっていたため、重篤な遺伝性疾患にはあたらないと申請が却下される場合もあり、何を持って重篤とするかは議論が分かれるところであった。生殖技術の進歩やリプロダクティブ・ヘルス・ライツの社会への浸透などを受けて、2022年1月9日に日本産婦人科学会はPGT-Mの適応に関する審査の基準と枠組みを見直した。

### PGT-SR
PGT-SR(Preimplantation Genetic Test for chromosomal Structual Rearrangement、着床前胚染色体構造異常検査)は、均衡型転座を保因する習慣流産患者を対象とし、染色体の構造異常を調べる検査である。2006年に実施を認めた。しかしながら、この見解が依拠している論文には患者数のねつ造があり、医学的正当性を欠いていた。

### PGT-A
PGT-A(Preimplantation Genetic Test for Aneuploidy、着床前胚染色体異数性検査)は、アレイCGH法や次世代シーケンサーを使って全染色体の数の異常の有無を調べる。日本では新型着床前診断とも呼ばれていた。新型出生前診断が胎児の13、18、21番染色体のトリソミーの検出を目的としているのに対して、着床前胚染色体異数性検査(PGT-A)は不妊治療にあたって体外受精胚移植の移植あたりの着床率の向上や流産率の低下などに有効であることがメタアナリシスでも明らかにされており、主としてこの目的で実施される。しかしながら、この目的の着床前胚染色体異数性検査(PGT-A)は日本産科婦人科学会の見解に違反しており、着床前胚染色体異数性検査(PGT-A)を受けることが基本的人権であると考える一部の産婦人科でしか利用できなかった。
しかし、日本産科婦人科学会は2015年に入って、臨床研究として2017年末までに100人を対象としたアレイCGH法による着床前胚染色体異数性検査(PGT-A)を実施すると発表した。その結果が2019年12月、欧州ひと生殖医学会誌に発表され、着床前胚染色体異数性検査(PGT-A)を受けた群では胚移植あたりの妊娠率が68.9%(31/45)、受けない群では30.8%(24/78)で、着床前検査を受けることで胚移植あたりの出産率が統計的に有意に向上したと報告している。流産率については症例数が少なすぎて有意差は検出できなかったとしている。なお、この論文では表題、抄録では胚移植あたりの出産率が上昇することに触れておらず、本文、ならびに結果の表で明らかにされている。